# Ilmārs Rimšēvičs
Ilmārs Rimšēvičs (30 de mayo de 1965, Riga, Letonia) es un economista letón. Fue presidente del Banco de Letonia entre 2001 y 2019.

## Biografía
En 1990 Rimšēvičs se graduó en la facultad de Ingeniería de la Universidad Técnica de Riga, donde obtuvo el título de ingeniero economista, en 1988-1989 estudió en la Universidad de St. Lawrence de Estados Unidos, y un MBA en la Universidad Clarkson, de 1991 a 1992 .
Fue activista del Frente Popular de Letonia de 1989 a 1990. Trabajó en el banco comercial Latvijas Zemes Bank 1990-1992. En 2001 es nombrado presidente del Banco de Letonia por Einaro Repšės. En febrero de 2018 la agencia anticorrupción ordenó su detención. Fue liberado tras pagar su fianza al día siguiente. Fue acusado de haber aceptado presuntamente un soborno de unos 500.000 euros de un pequeño banco llamado Trasta Komercbanka.